# Molva macrophthalma
L'escolà (Molva macrophthalma) és una espècie de peix marí de la família de les Lotidae, pescada i comercialitzada d'ençà d'algunes dècades, encara que considerada com de poc interès comercial. No s'ha de confondre amb la Molva dypterygia del mateix nom popular.
Aquest peix el cos del qual evoca la forma d'una fulla espessa en forma de llengua en francès (linguine) no ha estat descrit fins al començament del S. XIX perquè poc pescat en raó del fet que viu a una profunditat prou gran. Encara és un peix molt mal conegut. Pertany a una de les nombroses espècies de peixos les poblacions dels quals semblen en disminució des es pesquen amb arrossegament (fi dels anys 1970), el més sovint a les zones on els reproductors es reuneixen per a la posta.

## Descripció
- Cos en forma de fulla espessa
- Talla d'almenys fins a 108 cm (talla màxima declarada)

## Hàbitat i repartició geogràfica
El seu hàbitat és mal conegut, però aquest peix és regularment pescat en els arrossegaments demersals en zona subtropical a una prou gran profunditat. Ha estat trobat de 30 a 754 m de fons. És conegut a l'est-Atlàntic fins a Irlanda i freqüent també a l'oest de la Mediterrània, almenys fins a l'est de la Mar Jònica (de 388 a 754 m m de profunditat).
Els científics no disposen tanmateix de dades suficients per a precisar l'extensió geogràfica d'aquesta espècie i doncs per a avaluar l'extensió de les eventuals quantitats d'espècimens d'aquest peix.

## Pesca
Va començar a ser significativament pescada i comercialitzada als anys 1960.

## Estat de les poblacions, pressions, amenaces
L'edat dels escolans pescats és molt difícil d'establir. Avaluar-ne l'estat dels recursos halièutics partint de la base de la piràmide de les edats de les poblacions trobades és doncs encara impossible. Aquest peix és considerat per tots els experts (Ifremer, CIEM...) com a vulnerable o molt vulnerable a la sobreexplotació per sobrepesca. Les seves poblacions són jutjades poc resilients (li cal almenys 14 anys perquè pugui doblar la seva població (Preliminary K ara bé Fecundity.), per diverses raons almenys:
- creixença lenta
- reproducció tardiva
- podria localment ser exposat a pol·luents que en minven les capacitats reproductores (perturbadors endocrins, municions immerses, residus en mar...). És un peix carnívor, per tant és més sensible a la pol·lució (via la bioconcentració dels pol·luents a la xarxa tròfica) que els peixos que s'alimentant d'algues o de fitoplàncton.

## Possible protecció de l'espècie ?
L'any 2008, qualsevol sigui la zona on és explotada, l'espècie no beneficia de la mesura de protecció ni fins i tot d'objectiu de gestió específica.
Els experts, segons l'Ifremer estimaven l'any 2006 que calia en la majoria dels casos aturar la pesca orientant-se cap a Molva dypterygia (espècie pròxima), i quan és una presa accessòria, fer clausures temporals (estacionals) de pesca que podrien deixar-li el temps de començar a reconstituir les seves poblacions.
Altres espècies del mateix gènere
- Molva molva (Linnaeus, 1758) — llengua de capellà
- Molva dypterygia (Pennant, 1784) — escolà
- Molva Lesueur